# Willis Building
Le Willis Building est un gratte-ciel de bureaux situé dans le quartier d'affaires de La City, à Londres. L'adresse du bâtiment est 51, Lime Street. 
Le bâtiment a été conçu par l'architecte Norman Foster et a été construit par British Land entre 2004 et 2007. 
Il est haut de 125 m et comporte 26 étages, pour une superficie totale de 44 000 m² de bureaux. C'est le 4e plus haut bâtiment de La City après la Tower 42, le 30 St Mary Axe et CityPoint.

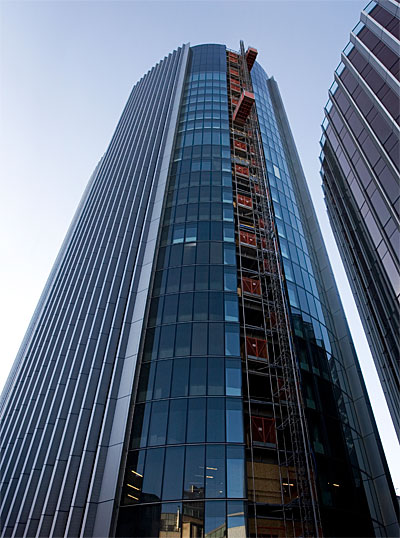
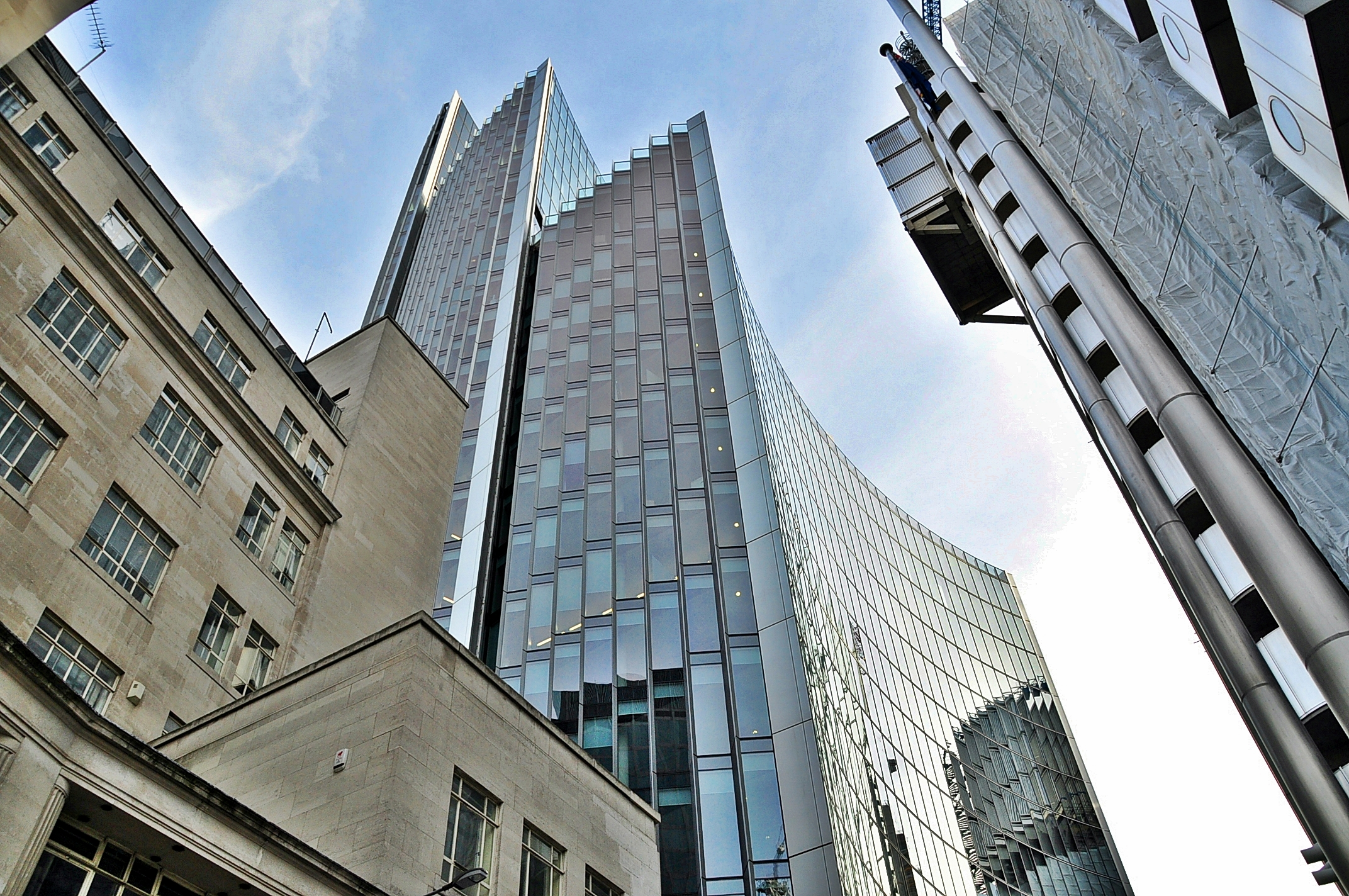
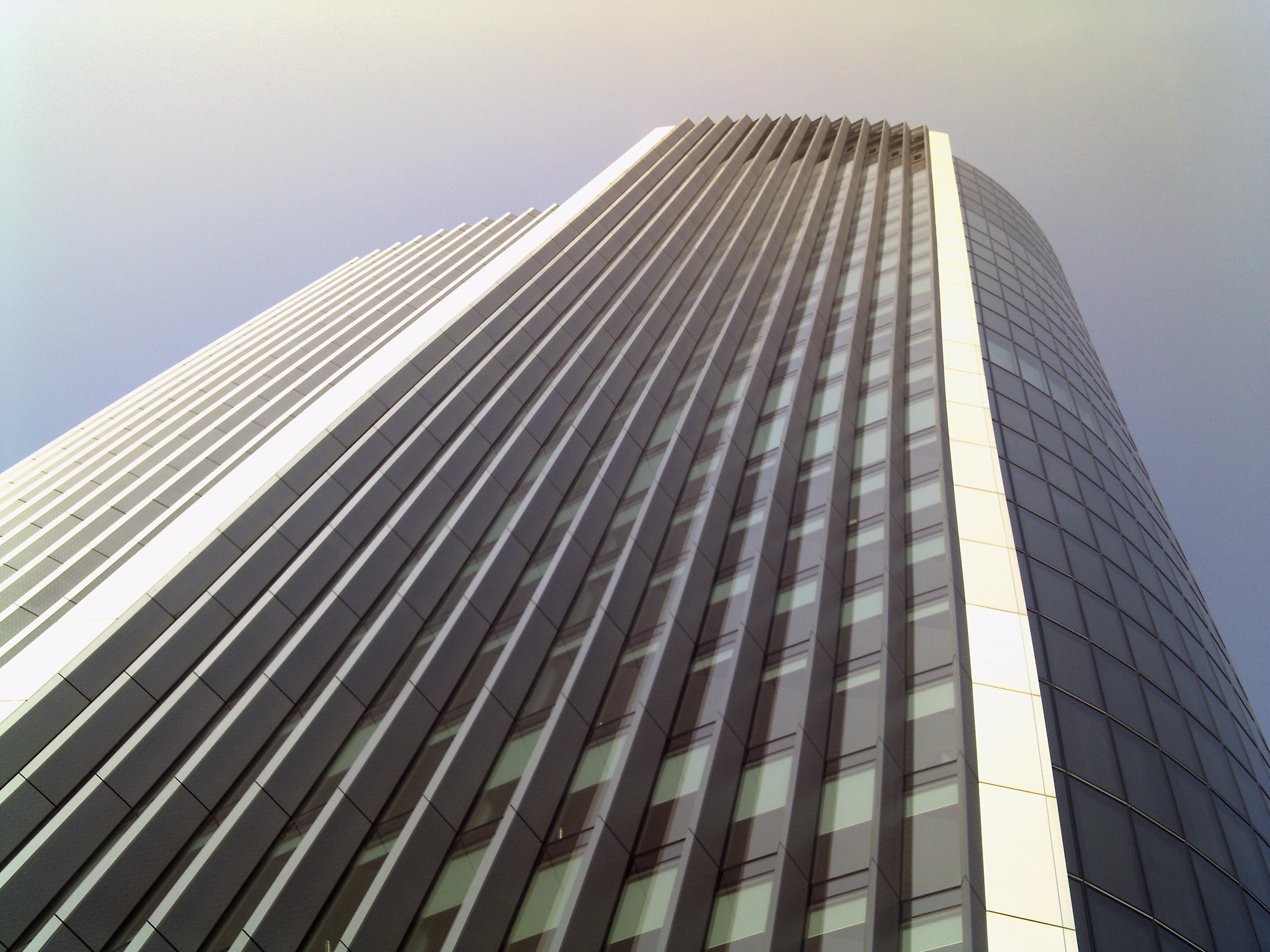
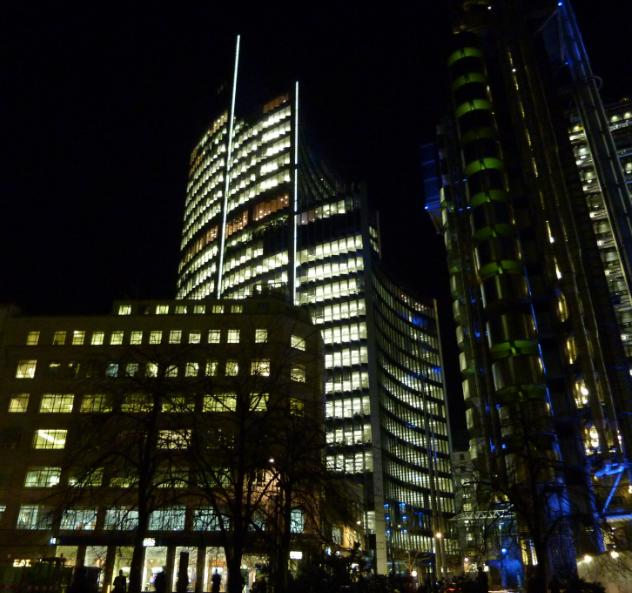
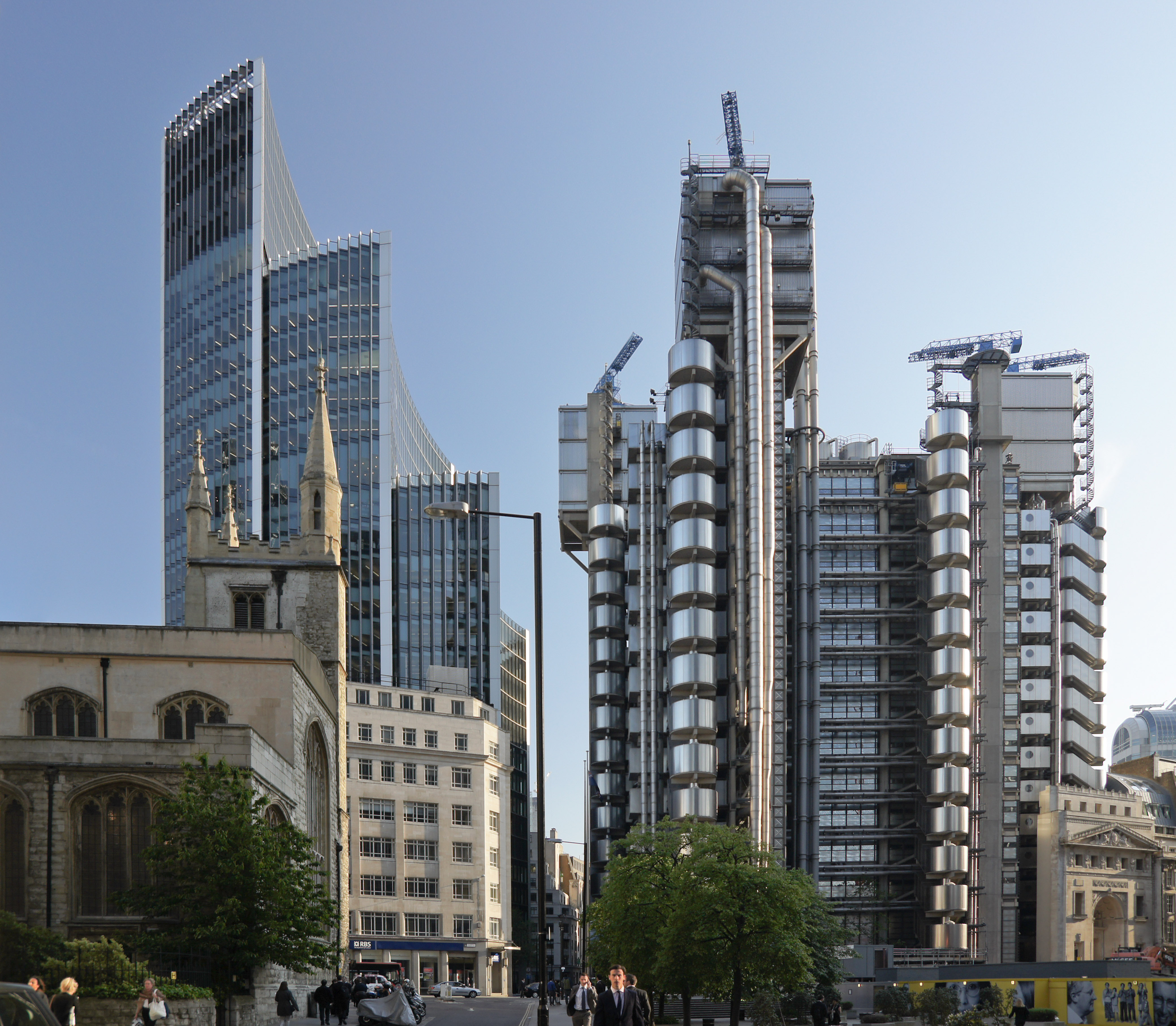